# الاقتصاد العجيب
كتاب الاقتصاد العجيب: يبحث اقتصادي مارق في الجانب الخفي لكل شيء (بالإنجليزية: Freakonomics: A Rogue Economist Explores the Hidden Side of Everything)‏ وعنوانه الأصلي يلفظ فريكونومكس ألفه ستيفن ليفيت [الإنجليزية] الاقتصادي من جامعة شيكاغو وستيفن دُبنر [الإنجليزية] الصحفي من جريدة نيويورك تايمز. نُشرته شركة ويليام مورو [الإنجليزية] يوم 12 أبريل 2005. وُصف الكتاب بأنه يمزج علوم الاقتصاد بالثقافة الشعبية. بحلول سنة 2010، كان قد بيع أكثر من 4 ملايين نسخة حول العالم.بناءً على نجاح الكتاب الأصلي ، طور ليفيت ودنبر العلامة التجارية "Freakonomics" إلى امتياز متعدد الوسائط، مع كتاب تكملة، وفيلم روائي طويل، ومقطع إذاعي منتظم على الإذاعة الوطنية العامة، ومدونة أسبوعية.

## لمحة عامة عن الكتاب
الكتاب يتكون من مجموعة من مقالات اقتصادية كتبها ليفيت وهو مخبر كان قد اشتهر بصفته شخص يطبق مبادئ اقتصادية في حقول منوعة عموما لا يتناولها الاقتصاديون «التقليديون»؛ ولكنه يتقبل، بالفعل، مفهوم تعظيم المنفعة المنطقي المنتسب إلى دراسات الاقتصاد الجزئي بمنهج الاقتصاديات التقليدية المحدثة. في الاقتصاد العجيب، يجادل ليفيت ودُبنر بأن علم الاقتصاد هو أساسا دراسة الحوافز. وفصول الكتاب تحوي:
- الفصل الأول: اكتشاف ظاهرة الغش كما تتجلي في أوساط المدرسين ومصارعي السومو، جانبا إلى مخبزة عادية في واشنطن العاصمة
- الفصل الثاني: مراقبة المعلومات كما تتجلي في أوساط الكو كلوكس كلان ووكلاء العقارات
- الفصل الثالث: اقتصاديات تهريب المخدرات، بما فيها الأرباح المنخفضة بشكل مفاجئ وظروف عمل تجار الكراك المدقعة
- الفصل الرابع: دور الإجهاض المشروع في تخفيض الإجرام، مقارنة بسياسة ديكتاتور رومانيا السابق نيكولاي تشاوتشيسكو وسقوطه (ليفيت استكشف هذا الموضوع في تقرير كتبه سابقا مع الأستاذ جون دونهيو واسمه «تأثير الإجهاض المشروع على الإجرام»)
- الفصل الخامس: تأثير حسن التربية الضئيل على التعليم
- الفصل السادس: أنماط اجتماعية-اقتصادية في تسمية الأطفال (الحتمية الاسمية)

أحد الأمثلة على استخدام المؤلفين للنظرية الاقتصادية يتضمن إثبات وجود الغش بين مصارعى السومو. في بطولة السومو، يتنافس جميع المصارعين في الدرجة الأولى في 15 مباراة ويواجهون تخفيض رتبتهم إذا لم يفزوا بثمانية منهم على الأقل. مجتمع السومو مترابط للغاية، ويميل المصارعون في المستويات العليا إلى معرفة بعضهم البعض جيدًا. نظر المؤلفون إلى المباراة النهائية، ودققوا في حالة مصارع حقق سبعة انتصارات وسبع خسائر، وقتال واحد متبقي، يقاتل ضد مصارع 8-6. إحصائيا، المصارع 7-7 يجب أن يكون لديه فرصة أقل قليلا، لأن المصارع 8-6 أفضل قليلا. ومع ذلك، فإن المصارع 7-7 فاز في الواقع بحوالي 80٪ من الوقت. استخدم ليفيت هذه الإحصائية والبيانات الأخرى المستقاة من مباريات مصارعة السومو، جنبًا إلى جنب مع تأثير مزاعم الفساد على نتائج المباريات، لاستنتاج أن أولئك الذين حققوا بالفعل ثمانية انتصارات تواطؤوا مع أولئك الذين تبلغ لديهم 7-7 و السماح لهم بالفوز، لأنهم قد ضمنوا بالفعل مركزهم في البطولة التالية. على الرغم من إدانة ادعاءات قالب:Ill-WD2الاتحاد الياباني للسومو عقب نشر الكتاب في عام 2005، أُلغيت الدورة الكبرى لعام 2011 في طوكيو للمرة الأولى منذ عام 1946 بسبب مزاعم التلاعب بنتائج المباريات.

## تاريخ النشر
بلغ كتاب الاقتصاد العجيب قمته في الرتبة الثانية للكتب اللاقصصية في قائمة نيويورك تايمز لأكثر الكتب مبيعا وفاز بعدة جوائز.
ينسب نجاح الكتاب جزئيا إلى عالم المدونات. في الحملة قبل إصدار الكتاب في أبريل 2005، قررت الشركة الناشرة وهي ويليام مورو وشركائه استهداف مدونين بطريقة مخططة وأرسل مسودة للكتاب إلى أكثر من مئة مدون، كما أنها تعاقدت وكالتين دعائيتين متخصصتين في التسويق التنبيهي.

## مدونة الاقتصاد العجيب
أنشأ الكاتبان مدونة الاقتصاد العجيب في 2005 بقصد «مواصلة المناقشة». في مايو 2007، عُيّنت الكاتبة والمدونة ماليسا لافسكي [الإنجليزية] محررة الموقع. أدرجت المدونة في موقع نيويورك تايمز والكاتبان كانا يكتبا أعمدة في صحيفتها منذ سنة 2004، وانقطعت الرابطة بين المدونة ونيويورك تايمز 1 مارس 2011.

## ترجمة الكاتب
نقله محمد شريف الطرح ونشرته مكتبة العبيكان في 2007